# Fällanden
Fällanden is een gemeente en plaats in het Zwitserse kanton Zürich, en maakt deel uit van het district Uster.
Fällanden telt 6903 inwoners.